# 贝德福德/圣马丁出版社
贝德福德/圣马丁出版社(英语：Bedford/St. Martin's )是一家美国出版社。该出版社是贝德福德，弗里曼和沃斯出版集团(Bedford, Freeman & Worth Publishing Group，简称BFW出版集团）的一部分，后者则隶属于位于德国斯图加特的霍尔茨布林克出版集团旗下的美国麦克米伦出版公司。贝德福德/圣马丁出版社的两座办公室位于波士顿和纽约。前身是查尔斯·克里斯滕森（Charles Christensen）和琼·范伯格（Joan Feinberg）于1981年成立的贝德福德图书，属于圣马丁出版社旗下的一个品牌。目前贝德福德/圣马丁出版社总裁为丹妮斯·瓦德拉（Denise Wydra），以出版大学级别的人文学教科书为主。